# I Kang-sok
I Kang-sok (korejsky 이강석, anglický přepis: Lee Kang-seok; * 28. února 1985 Uidžongbu) je jihokorejský rychlobruslař.
Na mezinárodní scéně se poprvé představil v roce 2004, kdy na Mistrovství světa ve sprintu skončil na 25. místě a kdy také nastoupil do prvních závodů Světového poháru. V roce 2005 získal bronzovou medaili na trati 500 m na Zimní univerziádě, tentýž cenný kov na téže distanci vybojoval na Zimních olympijských hrách 2006 (kromě toho skončil na olympijském kilometru na 22. místě). V sezóně 2005/2006 zvítězil v celkovém hodnocení Světového poháru v závodech na 500 m. Po dvou medailích získal v roce 2007 na Zimní univerziádě a na Asijských zimních hrách, na Mistrovství světa na jednotlivých tratích vyhrál toho roku na trati 500 m. V sezóně 2007/2008 dosáhl celkového vítězství ve Světovém poháru na nejkratší distanci 100 m. Další dva cenné kovy si přivezl ze Zimní univerziády 2009, na světovém šampionátu 2009 podruhé vyhrál závod na 500 m. Stříbrnou medaili získal na Mistrovství světa ve sprintu 2010, na zimní olympiádě 2010 skončil na pětistovce čtvrtý. Jeho posledním mezinárodním úspěchem je druhý celkový triumf ve Světovém poháru na 500 m, kterého dosáhl v sezóně 2010/2011. Zúčastnil se Zimních olympijských her 2014, kde se v závodě na 500 m umístil na 22. místě.